# Валеева, Фина Мансуровна
 Вале́ева Фина Мансуровна (род. 8 января 1969 года) — актриса театра. Народная артистка Республики Башкортостан (2013).

## Биография
Валеева Фина Мансуровна родилась 8 января 1969 года в деревне  Гарибашево Татышлинского района БАССР.
В 1996 году окончила актёрское отделение театрального факультета УГИИ.
По окончании института работала в Салаватском государственном драматическом театре, с 2003 года — в Уфимском государственном татарском театре «Нур».

## Семья
Муж Ильдар — режиссёр театра Нур.

## Роли в спектаклях
1. Амина — «Гюльбазир» Ф. Булякова,
2. Сара — «Не уходи в ночь» А. Винокурова,
3. Галимабану — «Галиябану» М. Файзи,
4. Воспитанница пансионата — «Птичка певчая» Р. Н. Гюнтекин,
5. Маша — «Три сестры, Годы спустя...» А. П. Чехова, инсценировка Л. М. Зайкаускас,
6. Гульшаян — «Страсти-мордасти» М. Амира,
7. Мать — «Тайны горшёчника» А. Кашфуллина,
8. Фания-Фена — «Души серебряные струны» Д. Салихова,
9. Минзиля — «Бесстыжая сестра» А. Идельбаева,
10. Ямал — «Зятёк» Х. Ибрагимова,
11. Нурия — «Однажды на даче...» Э. Ягудина,
12. Юльбика — «Не жена, а дьявол» Д. Салихова,
13. Нагима — «Банкрот» Г. Камала Хадича.

## Награды и звания
- Заслуженная артистка Республики Башкортостан (2003)
- Народная артистка Республики Башкортостан (2013)